# Minecraft: Story Mode
Pour le jeu de Mojang, voir Minecraft.
Minecraft: Story Mode est un jeu vidéo épisodique d'aventure graphique développé par Telltale Games en collaboration avec Mojang. Ce jeu, qui combine l'univers créatif de Minecraft avec la narration immersive caractéristique de Telltale, a été publié en plusieurs épisodes entre 2015 et 2017. Cette collaboration unique a permis de créer une nouvelle manière pour les joueurs de découvrir l'univers de Minecraft à travers une aventure narrative interactive.
Malheureusement, la fin commerciale de Minecraft: Story Mode est survenue en raison de la fermeture de Telltale Games en 2018. Cette fermeture a entraîné l'arrêt du support et de la vente de nombreux jeux de Telltale, y compris Minecraft: Story Mode. En juin 2019, tous les épisodes de Minecraft: Story Mode ont été retirés des plateformes de vente numériques, rendant le jeu indisponible à l'achat pour de nouveaux joueurs. Les propriétaires des épisodes achetés précédemment peuvent encore les télécharger, mais aucune nouvelle vente n'est autorisée.
Cette fin a marqué un tournant pour les fans de la série, qui n'ont plus la possibilité d'acquérir officiellement le jeu. Cependant, les joueurs qui possèdent déjà Minecraft: Story Mode peuvent toujours en profiter, bien que sans support officiel ni mises à jour futures.
Le jeu complet comprenant les huit épisodes est sorti sur les mêmes plateformes et en plus Nintendo Switch sous le nom de Minecraft: Story Mode - L'aventure complète.
Cette première saison est suivie suivie d'une seconde : Minecraft: Story Mode - Saison 2.

## Épisodes
Minecraft: Story Mode est composé de 8 épisodes principaux sortis entre octobre 2015 et septembre 2016. Trois épisodes supplémentaires sont commercialisés lors de l'été 2016.
|      | Nom de l'épisode                   | Date de sortie (Sur PC, Xbox et PlayStation) |
| ---- | ---------------------------------- | -------------------------------------------- |
| no 1 | L'ordre de la pierre               | Sorti le 13 octobre 2015                     |
| no 2 | Assemblage requis                  | Sorti le 28 octobre 2015                     |
| no 3 | Le dernier endroit où l'on regarde | Sorti le 24 novembre 2015                    |
| no 4 | Entre le marteau et l'enclume      | Sorti le 22 décembre 2015                    |
| no 5 | À nous l'ordre !                   | Sorti le 29 mars 2016                        |
| no 6 | Portail vers le mystère            | Sorti le 7 juin 2016                         |
| no 7 | Accès refusé                       | Sorti le 26 juillet 2016                     |
| no 8 | La fin du voyage ?                 | Sortie le 14 septembre 2016                  |

## Système de jeu
Ce jeu intègre des éléments de l'univers Minecraft avec une narration immersive et des mécanismes de prise de décision influençant l'histoire. Les joueurs effectuent des choix pendant les dialogues qui modifient les relations avec les personnages et les événements futurs. Le jeu permet l'exploration de divers environnements inspirés de Minecraft, avec des interactions et des résolutions de puzzles pour progresser. Il inclut également des séquences d'action et des Quick Time Events (QTE) où les joueurs doivent réagir rapidement pour réussir des actions. Bien que principalement narratif, le jeu comporte des éléments de combat simplifiés. Le style graphique pixelisé de Minecraft est conservé, avec des cinématiques et animations enrichissant l'immersion. Divisé en plusieurs épisodes et saisons, chaque partie du jeu contribue à l'histoire globale. Les joueurs peuvent personnaliser le personnage principal, Jesse, en choisissant son genre et son apparence. Cette combinaison des éléments de Telltale Games avec l'univers créatif de Minecraft offre une expérience immersive où les choix des joueurs influencent directement le déroulement de l'histoire et les relations entre les personnages.

## Univers
L'histoire suit Jesse et son groupe d'amis, chacun avec des compétences et des personnalités uniques, dans leur quête pour sauver leur monde des menaces qui le guettent. Ils voyagent à travers différents biomes, rencontrant divers personnages et factions, certains amis et d'autres ennemis. Les éléments emblématiques de Minecraft, comme la construction et l'artisanat, sont intégrés dans l'histoire, permettant aux joueurs de voir ces mécanismes familiers sous un nouvel angle narratif.
Le jeu explore des thèmes de courage, d'amitié et de sacrifice, tout en restant fidèle à l'esprit aventureux et créatif de Minecraft. Les lieux célèbres du jeu original, tels que le Nether et l'End, sont également présents, offrant des défis supplémentaires et des découvertes pour les fans de longue date. En combinant la liberté créative de Minecraft avec une structure narrative guidée, Minecraft: Story Mode offre une nouvelle dimension à l'univers bien-aimé de Minecraft, permettant aux joueurs de vivre une aventure épique dans un monde qu'ils connaissent et aiment.

## Histoire
L'histoire s'articule autour de trois amis, Olivia, Axel, et Jesse rêvant de suivre les traces de leur Héros, les membres de l'Ordre de la Pierre. Ils sont accompagnés du cochon de Jesse, Reuben, puis sont ensuite rejoints par d'autres personnes comme Lukas, Petra ou Ivor.

### Épisode1: L'Ordre de la Pierre (The Order of the Stone)
Alors qu'ils se préparent pour participer à un concours de construction, les trois amis, accompagnés de Petra (une guerrière) et de Lukas (un architecte), vont découvrir qu'un dénommé Ivor prépare quelque chose de terrible. Gabriel, le guerrier de l'Ordre de la Pierre présent au concours, va demander au groupe d'amis de réunir l'Ordre et pour cela il leur confie une amulette. Cette quête va les amener à parcourir les différentes dimensions de Minecraft, le Nether, l'End, les Terres lointaines et bien plus encore, dans le but de réunir les trois membres manquants de l'Ordre de la Pierre.

### Épisode 2: Assemblage requis (Suritchect)
Jesse et ses amis vont devoir recruter Magnus et Ellegard, deux membres de l'Ordre, qui vivent respectivement à Boumville et Restonia. Il leur faut ensuite trouver où se cache le dernier membre: Soren, qui a peut-être de quoi sauver le monde du terrible danger causé par Ivor. Mais sur la carte du monde indiquant la position des membres, ils découvrent qu'Ivor est aussi à la cherche de Soren.

### Épisode 3: Le dernier endroit où l'on regarde(The Last Place You Look)
Pris au piège dans la forteresse de l'End, Jesse et ses amis sont à la recherche de Soren, le dernier membre de l'Ordre de la Pierre et le détenteur de la Formidi-Bombe, l'arme qui pourrait détruire la tempête du Wither. Sur leur chemin, une broyeuse gigantesque, des monstres par dizaines, un jardin tout en laine et d'effrayants Endermen.

### Épisode 4: Entre le marteau et l’enclume (A Block and a Hard Place)
La tentative de détruire la tempête avec la Formidi-Bombe est un échec car le bloc de commande, qui a créé la tempête, est encore intact. Le groupe va devoir traverser les Terres Lointaines pour trouver le laboratoire d'Ivor. Ils auront besoin de toute l'aide possible (et souvent inattendue) pour affronter la Tempête de Wither et, surtout, détruire le bloc de commande qui en est à l'origine.
Cet épisode marquera aussi la mort d'un des héros.

### Épisode 5: À nous l’ordre! (Order Up!)
Le nouvel ordre de la Pierre, composé de Jesse, Petra, Olivia et Axel, trouve un briquet enchanté dans un temple perdu. Celui-ci a le pouvoir d'ouvrir des portails menant à d'autres mondes.
Jesse, Petra, Lukas et Ivor vont découvrir l'un de ces portails qui les mènera dans un étrange endroit appelé la cité des nuages, une île volante dirigée par une personne se faisant appeler la Fondatrice. Dans cette ville, la construction et la destruction de blocs sont interdites. Cette île est également le lieu où se trouve la source infinie, un objet permettant à celui qui le possède d'avoir des ressources illimitées. Ils vont devoir affronter un nouvel ennemi Aiden pour protéger cette île paisible et la cité des nuages de leurs ennemis, les Bâtons de Blaze (Blaze Rods, anciennement les Ocelots mais sans Lukas).
Après avoir défendu le peuple de la cité des nuages et la source infinie, les amis trouvent un portail qui semble être le moyen de rentrer chez eux. Après l'avoir traversé, ils se retrouvent dans un grand couloir menant à des centaines d'autres portails, sans savoir lequel prendre pour retourner dans leur monde.

### Épisode 6: Portail vers le mystère (A Portal to Mystery)
Après avoir traversé un des portails du couloir, nos héros se retrouvent dans un monde qui ne s'avère pas être le leur. Piégés par une horde de zombies, ils trouvent un livre qui les invite à se réfugier dans un endroit sûr. Ils vont devoir se cacher dans la maison de l'Hôte, où se trouvent déjà d'autres personnes (des youtubeurs anglophones). Mais cette maison est remplie de pièges mortels, destinés à les tuer jusqu'au dernier.
Ils vont devoir identifier et arrêter celui qui s'en prend à eux, surnommé la Citrouille Blanche (White Pumpkin); ce dernier est apparemment à la recherche du briquet enchanté (découvert dans l'épisode 5).
Cet épisode évoque de nombreuses références, des films d'horreur aux livres à suspens comme Dix petits nègres.

### Épisode 7: Accès refusé (Access Denied)
Après avoir traversé un troisième portail, Jesse et ses amis se retrouvent dans un monde désertique, dans lequel les monstres vivent aussi le jour mais ne se comportent pas normalement. Cet endroit a été entièrement robotisé et est dirigé par un ordinateur nommé P.A.M.A. qui est obsédé par l'efficacité et l'utilité de chaque chose dans le monde. Son projet est de rendre l'univers meilleur en contrôlant chaque personne et chaque créature grâce à un module accroché à l'arrière de leur tête.
Nos héros reçoivent l'aide de Harper, ancienne bâtisseuse et créatrice de P.A.M.A., mais l'ordinateur capture un à un les membres du groupe et décide de construire un portail menant au grand couloir pour contrôler tous les univers. Jesse doit alors trouver comment s'infiltrer jusque dans le noyau de P.A.M.A., pour le détruire.
PAMA est une référence à Portal, plus précisément à GLaDOS.

### Épisode 8: La fin du voyage? (The End of the Trip?)
Après avoir trouvé le cœur de Redstone qui alimentait P.A.M.A., Jesse, Harper, Petra, Lukas et Ivor reviennent dans le grand couloir. Guidés par Harper, qui parle d'un Atlas permettant de trouver le portail correspondant à leur monde, ils découvrent un accès vers le monde des Anciens Bâtisseurs. Harper cache encore des secrets.
Hadrien, Mevia et Otto, qui sont des anciens bâtisseurs, règnent sur ce monde grâce à des Jeux perpétuels et dangereux (les perdants vont dans les mines, le gagnant a le droit de rentrer chez lui). Ils veulent récupérer le cœur de redstone (jadis volé par Harper) et menacent nos héros. Jesse passe un marché avec Hadrian : si Jesse remporte les Jeux, Hadrian libèrera Axel et Olivia et lui donnera l'Atlas (Hadrian a utilisé l'Atlas pour arracher Axel et Olivia de leur monde); si Jesse perd, tout le monde sera emprisonné aux mines.

## Doublage

### Doublages originaux
Dans le jeu original, seules les voix originales en anglais sont disponibles.
- Jesse (homme) : Patton Oswalt
- Jesse (femme) : Catherine Anne Taber
- Petra : Ashley Johnson
- Axel : Brian Posehn
- Olivia : Martha Plimpton
- Lukas : Scott Porter
- Reuben : Dee Bradley Baker
- Ivor : Paul Reubens
- Gabriel : Dave Fennoy
- Ellegaard : Grey DeLisle
- Magnus : Corey Feldman
- Soren : John Hodgman
- Aiden : Matthew Mercer
- Maya : G.K. Bowes
- Gill : Phil LaMarr
- La Fondatrice / Isa : Melissa Hutchinson
- Milo : Jim Meskimen
- Reginald : Sean Astin
- La Citrouille Blanche (The White Pumpkin) : Roger L. Jackson
- Cassie Rose : Ashley Burch
- DanTDM (youtubeur) : lui-même
- LDShadowLady (youtubeur) : elle-même
- Stampy Cat (youtubeur) : Stampylonghead (lui-même)
- Stacy Plays (youtubeur) : elle-même
- Captain Sparklez (youtubeur) : lui-même
- TorqueDawg : Adam Harrington
- PAMA : Jason "jtop" Topolski
- Harper : Yvette Nichole Brown
- Hadrian : Jim Cummings
- Mevia : Kari Wahlgren
- Otto : Jamie Alcroft
- Nell, Clutch : Julianne Buescher
- Emily : Audrey Wasilewski
- Slab : Christopher Duncan
- Face de viande : John Sanders

### Doublages en français
Ces doublages en français sont exclusifs à la série interactive de Netflix et ne sont pas présents dans le jeu original.
- Jesse (homme) : Marc Duquenoy
- Jesse (femme) : Pascale Chemin
- Petra : Adeline Chetail
- Axel : Emmanuel Karsen
- Olivia, voix additionnelles : Elsa Davoine
- Lukas : Arnaud Arbessier
- Gabriel : Jean-Paul Pitolin
- Ivor : Gérard Darier
- Ellegaard, Gloria, voix additionnelles : Christèle Billault
- Magnus, voix additionnelles : Mathias Kozlowski
- Soren, voix additionnelles : Serge Thiriet
- Aiden, Le placeur, voix additionnelles : Fred Colas
- Maya : Girard
- Gill, voix additionnelles : Patrice Baudrier
- La Fondatrice / Isa : Karine Foviau
- Narrateur, Owen : Philippe Roullier

Voix additionnelles:
- Chantal Baroin-Morillon
- Nicolas Dangoise - Écolier, voix additionnelles[8]
- Thierry Garet
- Laurent Gris
- Nicolas Justamon
- Nathalie Kanoui
- Camille Lamache - Nohr[9]
- Gilbert Lévy
- Thierry Mercier
- Paolo Palermo
- Yann Pichon
- Mathieu Rivolier
- Franck Soumah

## Accueil
- Canard PC: 4/10[10]
- Gamekult: Une fable plutôt haletante et une réalisation à la hauteur. (Stoon) [11]
- GameSpot: 8/10[12]
- Jeuxvideo.com: 13/20[13]